# 오수연 (작가)
오수연(1968년 10월 4일 ~ )은 대한민국의 텔레비전 드라마 작가이다.
그녀는 이화여자대학교 철학과를 나왔으며, MBC 방송문화원에서 작가반 1기로 공부를 한후 1993년 KBS 극본 공모에 당선되어 작가로서 데뷔하였다. 주요 집필작으로는 《느낌》, 《가을동화》, 《러브레터》, 《웨딩》 등이 있다.
현재 동국대학교 국어국문 문예창작학부의 교수로 재직 중이다

## 주요 작품
- KBS 특집극 《시인을 위하여》 (1993년, KBS 공모 당선작)
- KBS 드라마 《굿모닝 영동》 (1993년 6월 2일 ~ 1993년 7월 15일)
- SBS 시트콤 《오박사네 사람들》 (1993년 2월 18일 ~ 1993년 10월 17일)
- SBS 드라마 《좋은걸 어떡해》 (1994년 7월 13일 ~ 1994년 12월 29일)
- KBS 미니시리즈 《느낌》 (1994년 7월 20일 ~ 1994년 9월 8일)
- KBS 드라마게임 《이별하는 여섯 단계》 (1995년 6월 18일)
- KBS 미니시리즈 《파파》 (1996년 1월 3일 ~ 1996년 2월 29일)
- KBS 미니시리즈 《내 안의 천사》 (1997년 1월 6일 ~ 1997년 2월 25일)
- SBS 시트콤 《뉴욕 스토리》 (1997년 10월 25일 ~ 1998년 2월 28일)
- SBS 시트콤 《LA 아리랑》 (1995년 7월 10일 ~ 2000년 4월 9일)
- KBS 청춘드라마 《광끼》 (1999년 5월 4일 ~ 2000년 1월 13일)
- MBC 미니시리즈 《이브의 모든 것》 (2000년 4월 26일 ~ 2000년 7월 6일)
- KBS 미니시리즈 《가을동화》 (2000년 9월 18일 ~ 2000년 11월 7일)
- MBC 미니시리즈 《네 자매 이야기》 (2001년 6월 13일 ~ 2001년 8월 16일)
- KBS 미니시리즈 《겨울연가》 (2002년 1월 14일 ~ 2002년 3월 19일) (스토리 텔러로 참여)
- MBC 미니시리즈 《러브레터》 (2003년 2월 10일 ~ 2003년 4월 1일)
- MBC 베스트극장 《바다 아저씨께》 (2003년 8월 8일)
- KBS 미니시리즈 《웨딩》 (2005년 8월 23일 ~ 2005년 10월 25일)
- SBS 미니시리즈 《스타의 연인》 (2008년 12월 10일 ~ 2009년 2월 12일)
- KBS 미니시리즈 《사랑비》 (2012년 3월 26일 ~ 2012년 5월 29일)

## 같이 보기
- 윤석호